# Панама Сити (Флорида)
Панама Сити (енгл. Panama City) град је у америчкој савезној држави Флорида и седиште округа Беј. По попису становништва из 2010. у њему је живело 36.484 становника.

## Демографија
Према попису становништва из 2010. у граду је живело 36.484 становника, што је 67 (0,2%) становника више него 2000. године.
| Група             | 2000.          | 2010.          |
| Белци             | 26.317 (72,3%) | 25.021 (68,6%) |
| Афроамериканци    | 7.813 (21,5%)  | 8.026 (22,0%)  |
| Азијати           | 564 (1,5%)     | 596 (1,6%)     |
| Хиспаноамериканци | 1.060 (2,9%)   | 1.844 (5,1%)   |
| Укупно            | 36.417         | 36.484         |